# 524. pehotni polk (Wehrmacht)
Za druge 524. polke glejte 524. polk.
524. pehotni polk (izvirno nemško Infanterie-Regiment 524) je bil eden izmed pehotnih polkov v sestavi redne nemške kopenske vojske med drugo svetovno vojno.

## Zgodovina
Polk je bil ustanovljen 31. januarja 1940 kot polk 8. vala pri Brucku. Julija istega leta je bil dodeljen 297. pehotni diviziji in poslan na Poljsko. Leta 1941 je sodeloval v operaciji Barbarossa, sprva je prodiral proti Cholmu. Julija se je boril pred Žitomirom, preko Umana in Dnepra proti Čerkasiju. Z drugimi enotami je bil obkoljen pri Kijevu. Polk si je nato izboril svojo pot preko Poltave proti Harkovu.
Leta 1943 je bil polk dodeljen 6. armadi in bil skupaj z njo obkoljen pri Stalingradu. Ob začetku sovjetske protiofenzive se je polk nahajal med Baketovko in južnim Stalingradom. Z razpustitvijo armade je bil razpuščen tudi polk.
17. februarja 1943 je bil ponovno ustanovljen pri Bordeauxu (Francija). Do septembra istega leta je trajalo usposabljanje, čeprav je bil že junija odposlan v Srbijo en bataljon. Preostanek polka je prišel na Balkanski polotok v septembru preko Tirane. Tu je bil namenjen za varovanje komunikacij. Po težkih bojih s NOV in POJ se je jeseni 1944 polk ponovno srečal s Rdečo armado, tokrat pri Sarajevu.
Polk se je umikal proti severu preko Broda in Zagreba. Aprila 1945 je bil polk v Celju, kjer je maja 1945 dočakal kapitulacijo Tretjega rajha.